# Neocryptopteryx albomarginatus
Neocryptopteryx albomarginatus är en stekelart som först beskrevs av Taschenberg 1876.  Neocryptopteryx albomarginatus ingår i släktet Neocryptopteryx och familjen brokparasitsteklar. Inga underarter finns listade i Catalogue of Life.